# غلين ويلسون (لاعب كرة مضرب)
غلين ويلسون (بالإنجليزية: Glenn Wilson)‏ هو لاعب كرة مضرب نيوزيلندي، ولد في 17 أغسطس 1967.

## وصلات خارجية
- غلين ويلسون على موقع رابطة محترفي التنس (الإنجليزية)
- غلين ويلسون على موقع الاتحاد الدولي لكرة المضرب (الإنجليزية)
- غلين ويلسون على موقع كأس ديفيز (الإنجليزية)
- غلين ويلسون على موقع خلاصة التنس.كوم (الإنجليزية)